# Relais 4 × 400 mètres féminin aux Jeux olympiques d'été de 2020
Pour des articles plus généraux, voir Athlétisme aux Jeux olympiques d'été de 2020 et Relais 4 × 400 mètres aux Jeux olympiques.
Navigation
Rio 2016 Paris 2024
L'épreuve du relais 4 × 400 mètres féminin aux Jeux olympiques de 2020 se déroule les 5 et 7 août 2021 au Stade olympique national de Tokyo, au Japon.

## Records
Avant cette compétition, les records dans cette discipline étaient les suivants : 
| Record du monde  | Tatyana Ledovskaya, Olga Nazarova, Mariya Pinigina, Olga Bryzgina (URS) | 3 min 15 s 17 | Séoul | 1er octobre 1988 |
| Record olympique | Tatyana Ledovskaya, Olga Nazarova, Mariya Pinigina, Olga Bryzgina (URS) | 3 min 15 s 17 | Séoul | 1er octobre 1988 |

## Résultats

### Finale
| Rang                                | Couloir | Pays            | Athlètes                                                                                | Temps de réaction | Temps         | Notes |
| ----------------------------------- | ------- | --------------- | --------------------------------------------------------------------------------------- | ----------------- | ------------- | ----- |
| Médaille d'or, Jeux olympiques      | 7       | États-Unis      | Sydney McLaughlin, Allyson Felix, Dalilah Muhammad, Athing Mu                           | 0.145             | 3 min 16 s 85 | SB    |
| Médaille d'argent, Jeux olympiques  | 4       | Pologne         | Natalia Kaczmarek, Iga Baumgart-Witan, Małgorzata Hołub-Kowalik, Justyna Święty-Ersetic | 0.183             | 3 min 20 s 53 | NR    |
| Médaille de bronze, Jeux olympiques | 5       | Jamaïque        | Roneisha McGregor, Janieve Russell, Shericka Jackson, Candice McLeod                    | 0.192             | 3 min 21 s 24 | SB    |
| 4                                   | 3       | Canada          | Alicia Brown, Madeline Price, Kyra Constantine, Sage Watson                             | 0.179             | 3 min 21 s 84 | SB    |
| 5                                   | 9       | Grande-Bretagne | Ama Pipi, Jodie Williams, Emily Diamond, Nicole Yeargin                                 | 0.163             | 3 min 22 s 59 | SB    |
| 6                                   | 2       | Pays-Bas        | Lieke Klaver, Lisanne de Witte, Laura de Witte, Femke Bol                               | 0.207             | 3 min 23 s 74 | NR    |
| 7                                   | 6       | Belgique        | Naomi Van Den Broeck, Imke Vervaet, Paulien Couckuyt, Camille Laus                      | 0.219             | 3 min 23 s 96 | NR    |
| 8                                   | 8       | Cuba            | Zurian Hechavarría, Rose Mary Almanza, Sahily Diago Mesa, Lisneidy Veitía               | 0.173             | 3 min 26 s 92 |       |

### Séries
Les 3 premières de chaque série (Q) et les 2 meilleurs temps (q) se qualifient pour la finale.

#### Série 1
| Rang | Couloir | Pays      | Athlètes                                                                                | Temps de réaction | Temps   | Notes |
| ---- | ------- | --------- | --------------------------------------------------------------------------------------- | ----------------- | ------- | ----- |
| 1    | 3       | Pologne   | Anna Kiełbasińska, Iga Baumgart-Witan, Małgorzata Hołub-Kowalik, Justyna Święty-Ersetic | 0.161             | 3:23.10 | Q     |
| 2    | 8       | Cuba      | Zurian Hechavarría, Rose Mary Almanza, Sahily Diago, Lisneidy Veitía                    | 0.194             | 3:24.04 | Q, SB |
| 3    | 4       | Belgique  | Naomi Van Den Broeck, Imke Vervaet, Paulien Couckuyt, Camille Laus                      | 0.139             | 3:24.08 | Q, NR |
| 4    | 5       | Allemagne | Corinna Schwab, Carolina Krafzik, Laura Müller, Ruth Spelmeyer                          | 0.168             | 3:24.77 | SB    |
| 5    | 9       | France    | Sokhna Lacoste, Amandine Brossier, Brigitte Ntiamoah, Floria Gueï                       | 0.279             | 3:25.07 | SB    |
| 6    | 6       | Suisse    | Lea Sprunger, Silke Lemmens, Rachel Pellaud, Yasmin Giger                               | 0.153             | 3:25.90 | NR    |
| 7    | 7       | Australie | Bendere Oboya, Kendra Hubbard, Ellie Beer, Anneliese Rubie-Renshaw                      | 0.197             | 3:30.61 | SB    |
|      | 2       | Bahamas   | Doneisha Anderson, Megan Moss, Brianne Bethel, Anthonique Strachan                      | 0.297             | DNF     |       |

#### Série 2
| Rang | Couloir | Pays            | Athlètes                                                                    | Temps de réaction | Temps   | Notes |
| ---- | ------- | --------------- | --------------------------------------------------------------------------- | ----------------- | ------- | ----- |
| 1    | 8       | États-Unis      | Kaylin Whitney, Wadeline Jonathas, Kendall Ellis, Lynna Irby                | 0.177             | 3:20.86 | Q, SB |
| 2    | 9       | Jamaïque        | Junelle Bromfield, Roneisha McGregor, Janieve Russell, Stacey-Ann Williams  | 0.177             | 3:21.95 | Q, SB |
| 3    | 3       | Grande-Bretagne | Emily Diamond, Zoey Clark, Laviai Nielsen, Nicole Yeargin                   | 0.169             | 3:23.99 | Q, SB |
| 4    | 7       | Pays-Bas        | Lieke Klaver, Lisanne de Witte, Laura de Witte, Femke Bol                   | 0.220             | 3:24.01 | q, NR |
| 5    | 6       | Canada          | Alicia Brown, Sage Watson, Madeline Price, Kyra Constantine                 | 0.162             | 3:24.05 | q, SB |
| 6    | 5       | Ukraine         | Kateryna Klymyuk, Alina Lohvynenko, Viktoriya Tkachuk, Anna Ryzhykova       | 0.173             | 3:24.50 | SB    |
| 7    | 4       | Italie          | Benedicta Chigbolu, Alice Mangione, Petra Nardelli, Rebecca Borga           | 0.150             | 3:27.74 | SB}   |
| 8    | 2       | Biélorussie     | Aliaksandra Khilmanovich, Yuliya Bliznets, Elvira Herman, Asteria Uzo Limai | 0.214             | 3:33.00 |       |

## Légende
Records et Performances
- AR : Record continental (area record)
- CR : Record des championnats (championship record)
- MR : Record du meeting (meet record)
- NR : Record national (national record)
- OR : Record olympique (olympic record)
- PR : Record paralympique (paralympic record)
- PB : Record personnel (personal best)
- SB : Meilleure performance personnelle de la saison (season's best)
- WL : Meilleure performance mondiale de l'année (world leader)
- WJR : Record du monde junior (world junior record)
- WR : Record du monde (world record)

Circonstances et Conditions
- DNF : N'a pas terminé (did not finish)
- DNS : N'a pas pris le départ (did not start)
- DQ : Disqualification (disqualification)
- NM : Aucun essai valable enregistré (No Mark)
- Q : Qualifié « directement » au prochain tour (ou à la prochaine compétition), lors d'une compétition majeure, grâce au classement ou à la réalisation des minima (automatic qualifier)
- q : Qualifié au prochain tour (ou à la prochaine compétition), lors d'une compétition majeure, grâce au repêchage ou à la réalisation de l'une des meilleures performances parmi celles des « non qualifiés directement » (grâce au meilleur temps ou à la meilleure distance par exemple) (secondary qualifier)